# Kanton Clichy
Der Kanton Clichy ist seit 1793 ein französischer Wahlkreis im Arrondissement Nanterre, im Département Hauts-de-Seine und in der Region Île-de-France.
Der Kanton ist identisch mit der Stadt Clichy.